# Ancien hôpital du Croisic
L'ancien hôpital du Croisic est un établissement de soins désaffecté situé sur la commune du Croisic, dans le département français de la Loire-Atlantique. Il est reconverti en « galerie Chapleau d'expositions », inaugurée en 2014.

## Présentation
Un premier hospice dédié à Notre-Dame est mentionné dès 1478 au Croisic.

### Historique
En 1622, l'hôpital reconstruit devient officiellement l'hospice de la ville. Il est d'abord dédié à l'Ange gardien, puis à saint Louis. Il devient hôpital royal en 1768. Il se compose alors d'une chapelle, d'une salle commune pour les malades et d'un logis pour l'administration. L'ensemble aligne une longue façade homogène sur une longue partie de la rue. L'établissement s'agrandit progressivement par la réunion de maisons mitoyennes au cours des XVIIe et XVIIIe siècles. Au XIXe siècle, une salle commune est construite pour les hommes à l'extrémité ouest de la rue.
En 1914, l'hôpital déménage. Il est vendu en 1921 en lots d'habitations. La partie centrale est rachetée en 1932 par le peintre-fresquiste Eugène-Jean Chapleau, qui s'y installe définitivement en 1943. À la mort de l'artiste en 1969, sa veuve crée une galerie d'exposition dans l'ancienne chapelle où elle présente les œuvres de son mari et d'autres artistes locaux. Elle lègue l'ensemble à la ville du Croisic en 1996, qui le restaure en 2013 pour en faire une galerie d'expositions inaugurée en 2014.

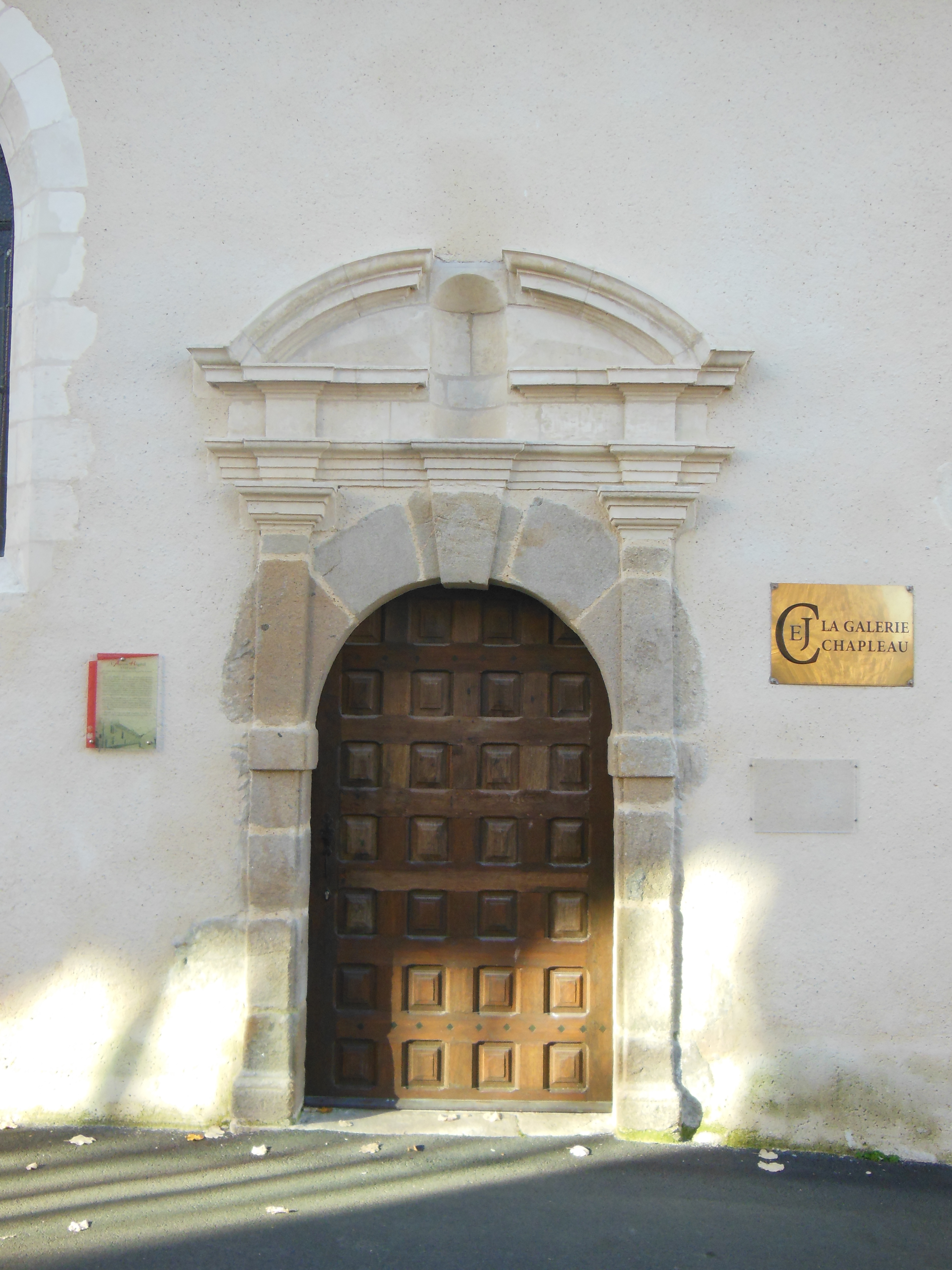
Porte de l'ancien hôpital, aujourd'hui « galerie Chapleau ».